# چوبرا
چوبرا (به بلغاری: Chubra) یک منطقهٔ مسکونی در بلغارستان است که در شهرستان سونگورلاره واقع شده‌است.